# Чажемтовське сільське поселення
Чажемто́вське сільське поселення (рос. Чажемтовское сельское поселение) — сільське поселення у складі Колпашевського району Томської області Росії.
Адміністративний центр — село Чажемто.
Населення сільського поселення становить 3275 осіб (2019; 3612 у 2010, 4132 у 2002).
Станом на 2002 рік існували Короткинська сільська рада (село Старокороткино, присілки Новоабрамкино, Новокороткино, Староабрамкино, Сугот) та Чажемтовська сільська рада (села Озерне, Чажемто, присілки Ігнашкино, Клюквинка, Матюшкіно, Могильний Мис, Новогорне, Первомайка, Петропавловка, селище Усть-Чая). Пізніше присілки Клюквинка, Новогорне, Петропавловка, селище Усть-Чая були передані до новоствореного Новогоренського сільського поселення. Присілок Первомайка був ліквідований 2014 року.

## Склад
До складу сільського поселення входять:
| Населений пункт          | Населення, осіб (2002) | Населення, осіб (2010) |
| ------------------------ | ---------------------- | ---------------------- |
| Ігнашкино, присілок      | 97                     | 69                     |
| Матюшкіно, присілок      | 0                      | -                      |
| Могильний Мис, присілок  | 384                    | 324                    |
| Новоабрамкино, присілок  | 17                     | 6                      |
| Новокороткино, присілок  | 73                     | 30                     |
| Озерне, село             | 913                    | 765                    |
| Первомайка, присілок     | 7                      | 0                      |
| Староабрамкино, присілок | 107                    | 60                     |
| Старокороткино, село     | 333                    | 254                    |
| Сугот, присілок          | 204                    | 138                    |
| Чажемто, село            | 1997                   | 1966                   |